# 11 Pułk Piechoty (II RP)
11 pułk piechoty (11 pp) – oddział piechoty Wojska Polskiego II RP.
Pułk powstał w pierwszych dniach listopada 1918, wywodząc swój początek od zawiązków ochotniczych, zorganizowanych wśród ludności Zagłębia Dąbrowskiego.
W latach 1919–1921 wchodził w skład XIV Brygady Piechoty 7 Dywizji Piechoty.
Stacjonował w Tarnowskich Górach.

## Formowanie i zmiany organizacyjne
Kolebką powstałego pułku była Dąbrowa Górnicza, która w tamtym czasie pozostawała pod okupacją austriacką. Zagłębie Dąbrowskie w październiku 1918 roku stanowiło część V Okręgu POW. Jego komendantem był wówczas oficer I Brygady Legionów ppor. Władysław Wąsik. Okręg ten dzielił się na obwody. Drugi obwód posiadał lokalne komendy w Dąbrowie Górniczej na kopalniach „Niemce” i „Kazimierz”. Były tam organizowane potajemnie oddziały z przeświadczeniem, że wybije taka godzina, kiedy trzeba będzie odebrać siłą to, co zostało zabrane przed wiekami. Kiedy ku upadkowi chyliły się państwa centralne, a armie sprzymierzone odnosiły zwycięstwa, Zagłębie Dąbrowskie czekało przygotowane do czynu. Nastąpiło, to 1 listopada 1918 roku. Garstka byłych legionistów i „peowiaków” na czele z ppor. Władysławem Wąsikiem zajęła koszary 13 batalionu strzelców polnych. Przyłączyli się do nich Polacy, którzy służyli w tamtej jednostce oraz ochotnicy. 3 listopada utworzone zostały dwie kompanie strzelców. Jedną tworzyli legioniści i „peowiacy” dowodzeni przez chor. Michała Wieruszewskiego, a drugą byli żołnierze 13 batalionu strzelców i ochotnicy Zagłębia Dąbrowskiego pod dowództwem ppor. Bronisława Rudzińskiego. W tym samym dniu kompanie złożyły ślubowanie przed dowódcą batalionu i garnizonu ppłk. Witoldem Filimowskim.
Do Dąbrowy Górniczej przybyła z Ostrowi Mazowieckiej kompania szkoły podoficerskiej Polskiej Siły Zbrojnej zwanej „wermachtem”. Z kompanią przybyli również doświadczeni oficerowie i podoficerowie przejmując dalszą organizację i szkolenie. W oswobodzonym Będzinie, w którym, podobnie jak i w Grodźcu powstały oddziały wojskowe zorganizowane przez wysłane z Dąbrowy Górniczej zawiązki. Pomimo trudności technicznych i warunków politycznych po dwóch i pół miesiącach zostały utworzone dwa bataliony „Dąbrowa Górnicza” i „Będzin”. Każdy miał po cztery kompanie strzeleckie, kompanię ciężkich karabinów maszynowych i pluton konny.
27 stycznia 1919 roku ukazał się pierwszy rozkaz dzienny 11 pułku utworzonego z obu batalionów, a podpisany przez jego pierwszego dowódcę ppłk. Witolda Rylskiego. Pułk uzyskał tymczasową nazwę 11 pułk piechoty Ziemi Będzińskiej. Wiosną 1919 zorganizowano III batalion, a także logistykę pułku oraz uruchomiono szkołę podoficerską. Pomimo że różnorodność uzbrojenia i brak regulaminów utrudniały wyszkolenie, to i tak pułk przedstawiał sobą dużą wartość bojową.
W grudniu 1919 batalion zapasowy pułku stacjonował w Niepołomicach.
| Obsada personalna pułku w 1920 | Obsada personalna pułku w 1920      |
| Stanowisko                     | Stopień, imię i nazwisko            |
| ------------------------------ | ----------------------------------- |
| Dowódca                        | ppłk Aleksander Zawadzki            |
| Adiutant                       | ppor. Michał Hoffman                |
| Lekarz                         | kpt. lek. dr Juliusz Dunaj          |
| Oficer łączności               | ppor. Sylwester Chudoba             |
| Kapelan                        | ks. Antoni Pachnicki                |
| Dowódca taborów pułku          | por. Bolesław Sokołowski            |
| Dowódca I batalionu            | mjr Aleksander Dłużniakiewicz       |
| Adiutant                       | ppor. Władysław Niemiec             |
| Dowódca 1 kompanii             | ppor. Władysław Dec (ranny)         |
| Dowódca 2 kompanii             | ppor. Stanisław Włodarczyk          |
| Dowódca 3 kompanii             | por. Franciszek Adamowski (zaginął) |
| Dowódca 4 kompanii             | ppor. Zygmunt Żywocki (szpital)     |
| Dowódca 1 kompanii km          | por. Józef Szczerbowski             |
| Dowódca 11 batalionu           | kpt. Franciszek Sobolewski          |
| Lekarz                         | kpt. lek. dr Juliusz Dunaj          |
| Oficer prowiantowy             | ppor. Józef Waydowicz               |
| Oficer rachunkowy              | ppor. Karol Rozsypał                |
| Dowódca 5 kompanii             | ppor. Izydor Mehl                   |
| Dowódca 6 kompanii             | ppor. Walerian Pokraka              |
| Dowódca 7 kompanii             | ppor. Roman Knauer                  |
| Dowódca 8 kompanii             | por. Władysław Klass                |
| Dowódca 2 kompanii km          | N.N.                                |
| Dowódca III batalionu          | mjr Leonard Samborski               |
| Lekarz                         | por. lek. Mieczysław Małachowski    |
| Oficer prowiantowy             | ppor. Eugeniusz Gedroyć             |
| Dowódca 9 kompanii             | ppor. Aleksander Idzik              |
| Dowódca 10 kompanii            | ppor. Franciszek Pytlik             |
| Dowódca 11 kompanii            | por. Szymon Dudek (zawieszony)      |
| Dowódca 12 kompanii            | N.N.                                |
| Dowódca 3 kompanii km          | N.N.                                |
| Dowódca kompanii technicznej   | por./kpt. Jan Adamczyk              |
| Lekarz (przydział nieustalony) | por. lek. dr Piotr Matera           |
| Lekarz (przydział nieustalony) | pchor. podlek. Nikodem Majzner      |

## Walki pułku

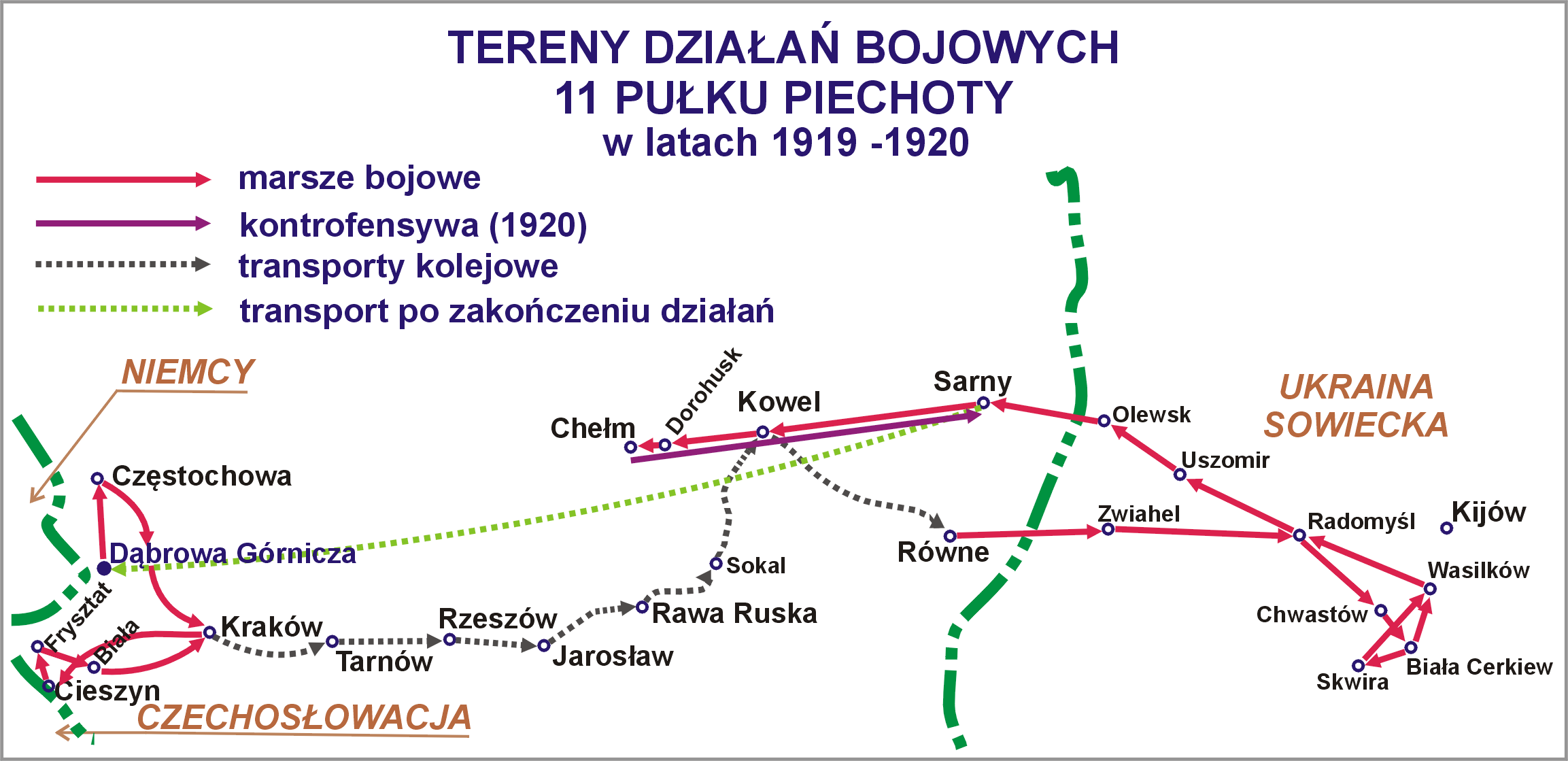
Tereny działań pułku w latach 1919–1920

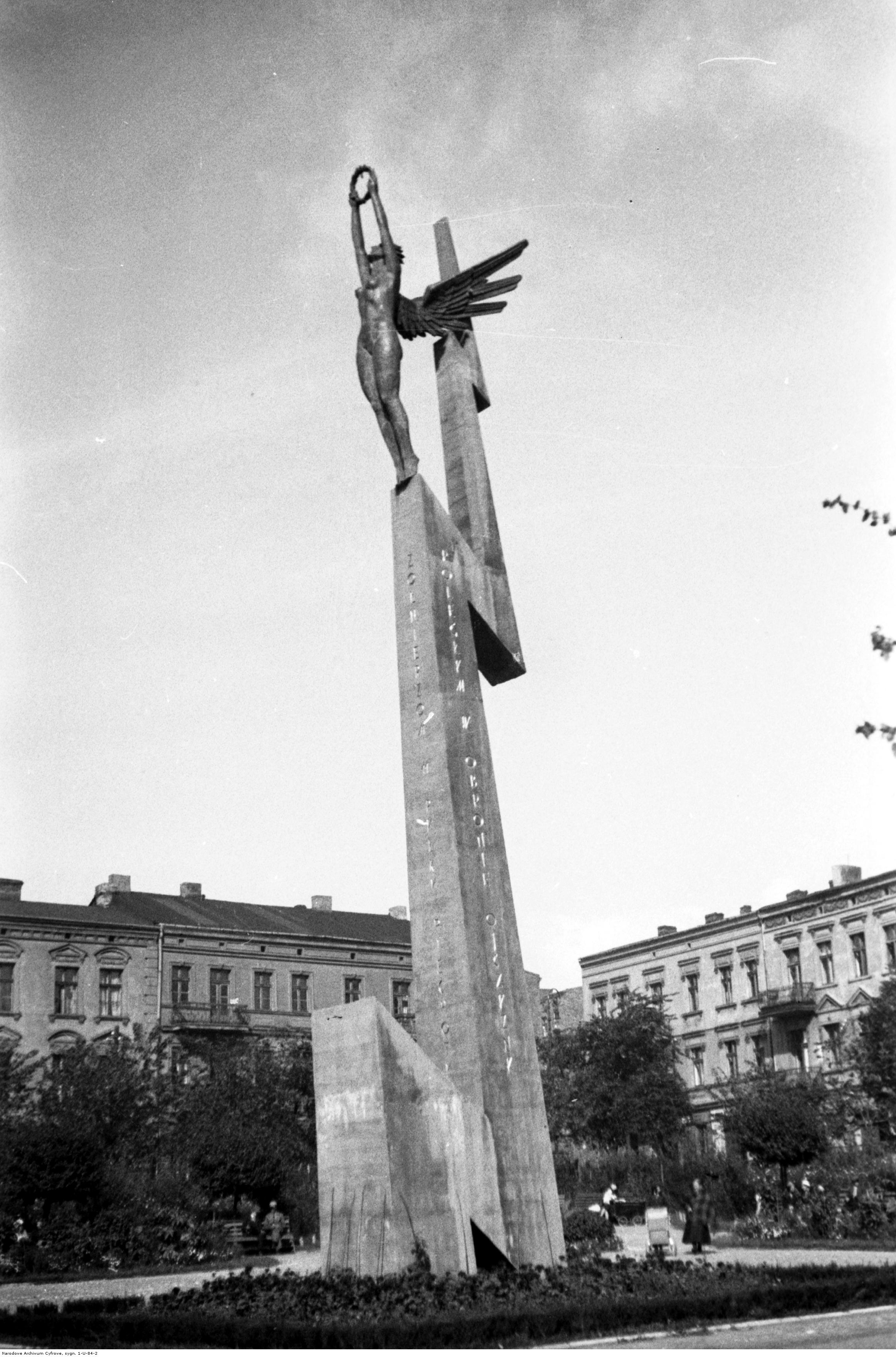
Pomnik w Będzinie na Placu 3 Maja ku czci poległych żołnierzy 11 pp; 1933

Na straży zachodniej granicy Rzeczypospolitej

Pułk wyszedł ze swojego garnizonu 25 maja 1919 roku na granicę górnośląską. Otrzymał zadanie określone przez dowódcę okręgu generalnego Kielce w następujący sposób: 

„Niemcy przygotowują na dzień 27 maja przekroczenie granicy w celach ofensywnych. Nie wdając się w ocenę powyższego kroku zarządza się bezwzględne utrzymanie tajemnicy istotnego celu dokonywanych obecnie przegrupowań, opierając się jedynie na fakcie, że są one dokonywane dla sformowania 7 dywizji piechoty”

 Weszły tu w grę czynniki obrony zachodnich rubieży polskich i dalsza praca organizacyjna. Pułk objął odcinek od Koziegłów do Modrzejowa włącznie. Podzielił odcinek na dwa pododcinki, do których przydzielono po jednej baterii (2 i 3 bateria 1 pułku artylerii górskiej) i po jednym szwadronie (3 i 4 szwadrony wojskowej straży granicznej). Pułk pozostał na tym odcinku do 8 czerwca 1919 r., a następnie jako odwód dywizji przeszedł do Żarek. Pobyt w tej miejscowości wykorzystał do dalszej organizacji pułku. Otrzymał francuską broń ręczną, a przybyłymi kompaniami marszowymi uzupełniał stany. Został znacznie podniesiony poziom wyszkolenia i sprawności bojowej, a techniczne i gospodarcze zaopatrzenie pułku poczyniło wielki krok naprzód.
Pułk wyszedł po raz wtóry na granicę górnośląską z zadaniem jak poprzednio i zajął odcinek od Rudnika Wielkiego do Siedlca (I i II batalion), a III batalion został chwilowo wyłączony z pułku i przeszedł do dyspozycji dowódcy XIII Brygady Piechoty w rejon Herb. Pułk do 1 września pozostał w takim ugrupowaniu, a następnie przeszedł na linię kolejową Częstochowa – Kraków. Transportami kolejowymi został przewieziony jako odwód frontu południowo-zachodniego w rejon Zatora, Spytkowic i Ryczowa.
Po miesięcznym pobycie, podczas którego szkolono żołnierzy i uzupełniano broń maszynową, odszedł na linię demarkacyjną polsko-czeską i 4 października zajął odcinek od Mostów na przełęczy Jabłonkowskiej do granicy niemieckiej w Czerwinie przy ujściu Olzy do Odry. Pułk utworzył tam trzy zgrupowania: pododcinek północny – frysztacki, środkowy – cieszyński i południowy – jabłonkowski. Celem ich było zamknięcie pasa demarkacyjnego oraz ewentualna obrona przed napadem Czechów. Poza strzeżeniem granicy pułk stał się pionierem polskiej myśli i ducha u miejscowej ludności. Przygotował w ten sposób podłoże do przyszłego plebiscytu. Wysiłek ten nie był wcale mniejszy od samej służby, która była bardzo ciężka podczas ostrej zimy i fatalnych warunków.
Chrzest bojowy pułku na froncie wołyńskim
Pobyt w Równem
2 lutego pułk przekazał odcinek na linii demarkacyjnej milicji śląskiej. Po zebraniu się wszystkich batalionów w rejonie Białej, pułk przegrupował się marszem pieszym do Krakowa. W tym czasie dowództwo pułku objął mjr Aleksander Zawadzki. W Krakowie pozostał kilka dni, w czasie których uzupełniał braki, a następnie został przewieziony transportem kolejowym na front przeciwsowiecki. Poszczególne bataliony zostały wyładowane w Równem 28 lutego, gdzie pułk pozostał jako odwód frontu wołyńskiego. I batalion odszedł 24 marca do Korca do dyspozycji 7 DP. Postój w Równem wykorzystano do podniesienia zdolności bojowej pułku. Wykonano również w tym czasie dwa wypady na tyły nieprzyjaciela celem uzyskania informacji o jednostkach rosyjskiej armii i niedopuszczenia do ich koncentracji.
Wypad na Staryki i Czernicę

1 kwietnia 1920 roku o 23:00 została wysłana grupa wypadowa składająca się z II i III batalionu oraz kompanii ckm pod dowództwem mjr. Zawadzkiego. Wyruszyła ona z rejonu Zwiahla osłaniając batalion 26 pp. Omijając pozycje nieprzyjaciela i maszerując polnymi drogami oraz mokradłami, o świcie 2 kwietnia bataliony pułku osiągnęły rejon na wschód od wsi Staryki i Czernica. Zaatakowały wspomniane wsie zajmując je po krótkiej walce. W ręce pułku wpadła cała bateria z zaprzęgiem, 13 karabinów maszynowych i około 200 jeńców. Pułk wycofał się przez Dulsk za Słucz w rejon stojących tam polskich placówek. Do Zwiahla pułk wkroczył z maszerującymi przed nim jeńcami i zdobytą baterią. Dumny ze swoich żołnierzy dowódca w rozkazie dziennym napisał: 

„Dzień 2 kwietnia 1920 roku złotemi głoskami zostanie zapisany na kartach dziejów 11-go pułku piechoty. Po raz pierwszy bowiem pułk, darzony zaufaniem przełożonych dowództw, pod Czernicą, Starykami i Chulskiem dowiódł, że żołnierz polski jest zawsze nieustraszony w walce z wrogiem swojej Ojczyzny. Świetne zwycięstwo okryło pułk nasz sławą i rozniosło nasze imię we wszystkie zakątki naszej ziemi. Dumny czując się, że stoję na czele takiego bohaterskiego pułku podziwiam odwagę i męstwo wszystkich swych podwładnych i wierzę, że wieniec sławy zdobyty na polach Czernicy przyozdobi się w najbliższej przyszłości nowymi wawrzynami.
Wszystkim oficerom i szeregowym biorącym udział w tej akcji składam serdeczne podziękowanie za złożone dowody zapału i męstwa. Imiona zaś tycz, którzy życiem okupili to zwycięstwo pomieszczone będą w historji pułku, niechaj ich przelana krew stanie się bodźcem dla innych do dalszych laurów zwycięstwa. Cześć ich pamięci!”

W dniu następnym, w niedzielę Wielkanocną, do zgromadzonego w Równem pułku przemówił dowódca frontu gen. Listowski. Podziękował za wspaniały czyn wznosząc po raz pierwszy okrzyk na cześć pułk za jego bohaterstwo. Był to chrzest bojowy pułku.
Wypad na Tupalce i Kropiwnę

8 kwietnia 1920 roku I batalion wraz z kompanią techniczną tworzył lewą kolumnę grupy wypadowej ppłk. Hermana. Wyszedł ze Zwiahla i przeszedł na tyły sowieckich oddziałów. Zajął wieś Tupalce, w której rozbił zgrupowane tam oddziały nieprzyjaciela. Następnie osłaniając odwrót całej grupy z rejonu Kropionej, zdobył 3 ckm-y, kilkadziesiąt karabinów, dwa wozy z amunicją, kancelarię pułkową oraz 40 jeńców.
Ofensywa na Ukrainie

W pierwszej połowie kwietnia Naczelny Wódz Polski Marszałek Józef Piłsudski czynił przygotowania do ofensywy na Ukrainę. Jej celem było uprzedzenie spodziewanej ofensywy sowieckiej oraz stworzenie samodzielnej Ukrainy. Na froncie wołyńskim nastąpiły przegrupowania. Pułk w składzie macierzystej dywizji wszedł do grupy gen. Śmigłego-Rydza. Zadaniem grupy było zajęcie Kijowa. 24 kwietnia oddziały polskie rozpoczęły natarcie.
I batalion wyruszył z Ćwikli, ponieważ został tam przegrupowany z Korca, a reszta pułku ruszyła ze Zwiahla po przybyciu tam z Równego. Maszerowano po trasie Serby-Andrzejewicze-Antonówka-Horoszki-Toporyszcze do Radomyśla osiągając go 28 kwietnia. Marsz został wykonany sprawnie i szybko. Bez I batalionu, pułk maszerował dalej przez Jurówkę-Korostysze-Szaforostówkę-Iwnicę-Zarubińce-Wielkie Lisowce i 9 maja dotarł do Chwastowa. W tym samym czasie przybył również I batalion. Pułk stanowił tam odwód 2 Armii. 7 DP została przegrupowana pod Białą Cerkiew. Podczas pobytu w Chwastowie, pułk zabezpieczał tyły dywizji i ochraniał linie kolejowe.
Walki w obszarze Białej Cerkwi
W ostatnich dniach maja nieprzyjaciel wykazywał większą działalność bojową. 11 pułk rozkazem dowódcy 7 DP został skierowany w rejon Białej Cerkwi. Nocą z 28 na 29 maja przeszedł do Połogów i wykonał kontratak, zajmując wsie Ostryjki i Błażczyńce, a po ciężkiej walce również Ciepielówkę i Mołodecką oraz stację kolejową Sucholasy. Dawna linia frontu została przywrócona i obsadzona przez 26 pp. Pułk został wycofany do Pieszczanej i stanowił odwód dywizji. Przebywał tam do 30 maja, a następnego dnia przeszedł do Białej Cerkwi. 31 maja nieprzyjaciel zajął Ciepielówkę i Mołodecką. Na linię frontu został przewieziony wozami I batalion, który uderzył na przeciwnika odzyskując obie miejscowości. Ścigał nieprzyjaciela w kierunku na Uzień. Przez następny dzień pozostawał na zajętym odcinku i dopiero 2 czerwca powrócił do Białej Cerkwi. 1 czerwca III batalion pułku przeprowadził wypad na Olszankę i zajął ją ponosząc przy tym ciężkie straty. Licząc się z możliwością uderzenia nieprzyjaciela na Białą Cerkiew od zachodu, III batalion powrócił 2 czerwca do pułku, a z Chodorowa została ściągnięta 2 kompania.
5 czerwca armia konna Budionnego przedarła się pod Samhorodkiem przez front polski i szybkim marszem skierowała się na głębokie tyły wojsk polskich w rejon Berdyczowa i Żytomierza. Ponieważ zachodziła możliwość odcięcia Polakom drogi odwrotu z Kijowa, dowódca 7 Dywizji Piechoty nakazał pułkowi przejść do Wasilkowa i osłaniać od wschodu i południa drogi odwrotowe z Kijowa. Pułk otrzymał rozkaz do odwrotu.
Walki odwrotowe
11 czerwca pułk rozpoczął działania odwrotowe. W Wasylkowie 5 i 7 kompania, osłaniając odwrót kolumny sił głównych stoczyła zwycięską potyczkę z oddziałem sowieckiej kawalerii. Po trzech dniach marszu pułk stanął w okolicy Radomyśla nad rzeką Teterew. 14 czerwca ruszył dalej kierując się do Uszomira nad Uszą. W czasie marszu pod Torczynem i Horbułowem pułk uczestniczył w rozbiciu dywizji jazdy Budionnego. W Uszomirze stacjonował od 18 do 21 czerwca, a następnie wycofał się w kierunku na Olewsk.
W okolicy Zamysłowicz zostały zatrzymane I i II batalion pułku, które wraz z 27 pp stoczyły w dniach 24 i 25 czerwca zacięty bój pod Rudnią Radowelską powstrzymując chwilowo gwałtowny napór nieprzyjaciela. 27 czerwca przeszedł pułk nad rzekę Uborć, gdzie organizował obronę. 30 czerwca brał udział w demonstracyjnym natarciu na Wolarkę i Zamysłowicze, którego celem było związanie sił nieprzyjacielskich i niedopuszczenie ich do przesunięcia się w kierunku południowym. Od 5 lipca pułk cofał się, a 8 lipca o świcie osiągnął okolice Sarn. Po jednodniowym odpoczynku maszerował przez Kryczylsk nad Horyniem i do Czartoryska nad Styrem dotarł 11 lipca o świcie. I i II batalion zajęły odcinek od kościoła w Czartorysku do Nowosiółek, a III batalion stanowił odwód pułku. 26 lipca pułk cofał się ze Styru nad Stochów w rejon Kaszówki i Podryża, gdzie stoczył szereg walk z nieprzyjacielem. 2 sierpnia zatrzymał się chwilowo w okopach, a następnie wycofał się nad Bug. Tu wiązał siły przeciwnika i tym samym przyczynił się pośrednio do zwycięstwa w Bitwie Warszawskiej.
Walki nad Bugiem
Nadchodził nowy okres walk. Prowadzone były zebranymi oddziałami, zamykającymi drogi przypuszczalnych uderzeń nieprzyjaciela. Wobec takiego rozwoju sytuacji, pojedyncze bataliony pułku wchodziły w skład grup uderzeniowych, formowanych doraźnie w zależności od potrzeb. W rejon Dorohuska nad Bugiem pułk przybył 5 sierpnia o świcie. Na przedmościu pozostał II batalion, natomiast reszta pułku rozlokowała się w rejonie stacji kolejowej. 6 sierpnia III batalion zastąpił II na przedmościu i wspólnie z przydzielonymi kompaniami mostowymi przystąpił do jego umocnienia. Nieprzyjaciel uderzył około godz. 13.00 na przedmoście, zajął je spychając batalion na mosty i do rzeki. Nieprzyjaciel przeszedł na zachodni brzeg Bugu, ale bataliony I i II powstrzymały jego uderzenie i kontratakiem odrzuciły go za rzekę. Bój pod Dorohuskiem miał ważne znaczenie operacyjne, a chcąc uwiecznić pamięć tego boju, żołnierze 11 pp obrali sobie 6 sierpnia jako dzień święta pułkowego.
W nocy z 8 na 9 sierpnia pułk na rozkaz dowódcy dywizji przeszedł do Chełma. W tym czasie I batalion odpierał ataki nieprzyjaciela, a II batalion przeprowadził wypad w kierunku północnym w celu oczyszczenia tego obszaru z podjazdów wroga. Naczelny Wódz zarządził przegrupowanie do decydującej bitwy pod Warszawą. 7 DP, w skład której wchodził pułk, miała osłaniać prawe skrzydło „grupy uderzeniowej”, która nacierała znad Wieprza w kierunku północnym i miała wyjść na tyły głównych sił sowieckich. 13 sierpnia zostało wykonane przeciwnatarcie dywizji, w wyniku którego pułk powrócił nad Bug w rejon Dorohuska. Pułk zmieniał ciągle swoje miejsca cofał się lub uderzał na oddziały wroga i rozbijał je. Spełnił w ten sposób swoje zadanie osłony koncentracji i rozstrzygającego natarcia „grupy uderzeniowej”.
Do ważniejszych czynów pułku w tym okresie należy zaliczyć: – działanie I batalionu od 17 do 21 sierpnia w grupie płk. Olszyny-Wilczyńskiego w rejonie Strachosławia i Lipinek; 19 sierpnia odparcie przez II batalion nieprzyjacielskiego natarcia na Turkę; 21 sierpnia natarcie i zajęcie Husynnego przez II batalion; w dniach od 24 sierpnia do 3 września walki I batalionu w rejonie Starosiela i Rudki oraz 3 września odparcie przez III batalion nieprzyjacielskiego natarcia na Husynne. W tym czasie armie dowodzone przez naczelnego Wodza ruszyły znad Wieprza i rozbiły główne siły sowieckie pod Warszawą. Spowodowały również ogólną kontrofensywę Polaków.
Ofensywa na Wołyń
11 września 3 Armia przeszła Bug i przystąpiła do ofensywy. Na drodze marszu 11 pp nie dochodziło do poważniejszych walk. Pułk przekroczył rzekę pod Świerzem i maszerował przez Zapole-Wygnankę-Kukuryki-Horodyszcze i Grządki dochodząc 14 września do Kowla. Pozostał tam do 16 września. W dniu tym kontynuował marsz przez Radoszyn-Mielnicę-Kaszówkę-Maniewicze i 22 września przybył do Czartoryska. 28 września nastąpił dalszy marsz przez Police-Romeyki w rejon Kryczylska nad Horyniem, a 13 października w rejon Sarn. 17 października otrzymał pułk wiadomość o zawarciu rozejmu i zaprzestaniu działań z dniem 18 października oraz przejściu w rejon wsi Rokitna, Ośnicka i Rudni Staryki, do których dotarł w dniu nakazującym zaprzestania działań.

### Kawalerowie Virtuti Militari
| Żołnierze pułku odznaczeni Krzyżem Srebrnym Orderu Wojskowego Virtuti Militari za wojnę 1918–1920 | Żołnierze pułku odznaczeni Krzyżem Srebrnym Orderu Wojskowego Virtuti Militari za wojnę 1918–1920 | Żołnierze pułku odznaczeni Krzyżem Srebrnym Orderu Wojskowego Virtuti Militari za wojnę 1918–1920 |
| ------------------------------------------------------------------------------------------------- | ------------------------------------------------------------------------------------------------- | ------------------------------------------------------------------------------------------------- |
| szer. Józef Bartocha                                                                              | szer. Stanisław Jan Borajkiewicz nr 1461                                                          | kpr. Franciszek Brodzki nr 1332                                                                   |
| plut. Ignacy Danieluk                                                                             | por. Władysław Dec                                                                                | plut. Józef Drobik                                                                                |
| szer. Józef Dudłak nr 3596                                                                        | szer. Eugeniusz Dzierżek                                                                          | kpt. Michał Hoffman nr 478                                                                        |
| kpt. Aleksander Idzik                                                                             | sierż. Leon Kanzal                                                                                | kpr. Kazimierz Kupiszewski                                                                        |
| ppor. Walenty Łaskuda                                                                             | por. Longin Latawiec                                                                              | sierż. Wincenty Maciejewski                                                                       |
| sierż. Józef Majęcki                                                                              | kpr. tyt. plut. Jan Masłon nr 1333                                                                | szer. Feliks Mistowicz                                                                            |
| por. Karol Pająk                                                                                  | por. Walerian Pokraka                                                                             | sierż. Józef Siekierka                                                                            |
| mjr Franciszek Sobolewski                                                                         | por. Bolesław Sokołowski                                                                          | kpt. Stanisław Włodarczyk                                                                         |
| sierż. Piotr Zadęcki                                                                              | szer. Jan Ziółkowski                                                                              |                                                                                                   |

## Pułk w okresie pokoju
Pułk zakończył działania bojowe i rozpoczął nowy okres. Stanął na straży wschodniej granicy wytyczonej również jego krwią i bagnetami. Jego plutony zostały rozlokowane na odcinkach po wsiach zniszczonych wojną i niedostępnych wśród ciężkiej zimy pełniąc służbę ofiarnie w ciągłym pogotowiu. Pułk zajmował początkowo odcinek linii rozejmowej osiągniętej w końcowej fazie walk przez wojska polskie, a 2 grudnia został cofnięty o 15 kilometrów na zachód od przyszłej linii granicznej jak nakazywała uchwała konferencji pokojowej w Rydze. Jeden batalion pozostawał na kordonie, a dowództwo pułku z dwoma batalionami zostały zakwaterowane w Sarnach. Pracował pułk w tym czasie nad zreorganizowaniem oddziałów i ich wyszkoleniem, wchodząc powoli w tryb życia pokojowego.
W dniach od 2 do 7 kwietnia 1921 roku, wydzielony z pułku półbatalion zajął obszary przyznane Polsce. Stosunek wojska do ludności cywilnej podczas pobytu pułku w Sarnach był dodatni co miało uspokajający wpływ na rozjątrzone umysły. Z tamtego okresu wspomnieć należy o zorganizowanym osadnictwie wojskowym, do którego walnie przyczynił się pułk idąc organizatorom na rękę przydzielając sprzęt taborowy i konie. W dniach 21 i 22 kwietnia bataliony zostały załadowane na transport kolejowy w Sarnach i pułk został przetransportowany do Zagłębia Dąbrowskiego jako swojego garnizonu, gdzie był witany z entuzjazmem przez społeczeństwo.
W dwudziestoleciu międzywojennym stacjonował w garnizonie Tarnowskie Góry na terenie Okręgu Korpusu Nr V (II batalion był detaszowany w Szczakowej). Od 1921 roku pułk wchodził w skład 23 Górnośląskiej Dywizji Piechoty.
Na podstawie rozkazu wykonawczego Ministerstwa Spraw Wojskowych do Departamentu Piechoty o wprowadzeniu organizacji piechoty na stopie pokojowej PS 10-50 z 1930 roku, w Wojsku Polskim wprowadzono trzy typy pułków piechoty. 11 pułk piechoty zaliczony został do typu III pułków piechoty o stanach zbliżonych do wojennych. Na czas wojny przewidywany był do działań osłonowych. Corocznie otrzymywał około 1010 rekrutów. Jego obsadę stanowiło 68 oficerów i 2200 podoficerów i żołnierzy.
| Obsada personalna i struktura organizacyjna w marcu 1939           | Obsada personalna i struktura organizacyjna w marcu 1939 |
| Stanowisko                                                         | Stopień, imię i nazwisko                                 |
| Dowództwo, kwatermistrzostwo i pododdziały specjalne               | Dowództwo, kwatermistrzostwo i pododdziały specjalne     |
| ------------------------------------------------------------------ | -------------------------------------------------------- |
| dowódca pułku                                                      | płk dypl. Henryk Gorgoń                                  |
| I zastępca dowódcy                                                 | vacat                                                    |
| adiutant                                                           | kpt. Antoni Gibliński                                    |
| starszy lekarz                                                     | mjr dr Longin Konachiewicz                               |
| młodszy lekarz                                                     | por. lek Tadeusz Kowalski                                |
| oficer placu Tarnowskie Góry                                       | kpt. adm. (piech.) Aleksander Rycerski                   |
| II zastępca dowódcy (kwatermistrz)                                 | mjr Roman Garbarczyk                                     |
| oficer mobilizacyjny                                               | kpt. adm. (piech.) Józef Jan Gniza                       |
| zastępca oficera mobilizacyjnego                                   | kpt. adm. (piech.) Antoni Kazimierz Otrębski             |
| oficer administracyjno-materiałowy                                 | kpt. Stanisław Wołodko                                   |
| oficer gospodarczy                                                 | kpt. int. Bernard Jasiński                               |
| oficer żywnościowy                                                 | chor. Zygmunt Augustyn                                   |
| oficer taborowy                                                    | kpt. tab. Stanisław V Kozłowski                          |
| kapelmistrz                                                        | por. adm. (kapelm.) Jan Nowacki                          |
| dowódca plutonu łączności                                          | por. Franciszek Mitera                                   |
| dowódca plutonu pionierów                                          | por. Kazimierz Nowosławski                               |
| dowódca plutonu artylerii piechoty                                 | por. art. Lucjan Ganowicz                                |
| dowódca plutonu ppanc.                                             | por. Zygmunt Minakowski                                  |
| dowódca oddziału zwiadu                                            | por. Karol Jakub Szybist                                 |
| I batalion                                                         |                                                          |
| dowódca batalionu                                                  | ppłk Antoni Cieszkowski                                  |
| dowódca 1 kompanii                                                 | kpt. Franciszek Ciepiela*                                |
| dowódca plutonu                                                    | ppor. Jan Partyka                                        |
| dowódca 2 kompanii                                                 | kpt. Godzimir Jarosiewicz                                |
| dowódca plutonu                                                    | por. Stanisław Zygmunt Spałek                            |
| dowódca plutonu                                                    | ppor. Józef Czuma                                        |
| dowódca 3 kompanii                                                 | por Jan Stanisław Oziębłowski                            |
| dowódca plutonu                                                    | ppor. Wiktor Łukasik                                     |
| dowódca plutonu                                                    | ppor. Benedykt Jan Przybyłek                             |
| dowódca 1 kompanii km                                              | kpt. Czesław Cyryl Śleziak                               |
| dowódca plutonu                                                    | ppor. Stanisław Zbigniew Janczykowski                    |
| II batalion                                                        |                                                          |
| dowódca batalion                                                   | ppłk Julian Sosabowski                                   |
| adiutant dowódcy batalionu                                         | kpt. Mieczysław Marian Jezierski                         |
| pomocnik dowódcy batalionu ds. gospodarczych                       | kpt. adm. (piech.) Józef Marcin Wasilewski               |
| lekarz batalionu                                                   | por. lek. Aleksander Surdacki                            |
| dowódca 4 kompanii                                                 | por. Jan Janowski                                        |
| dowódca plutonu                                                    | ppor. Konstanty Józef Kempa                              |
| dowódca 5 kompanii                                                 | kpt. Mieczysław Chmiel                                   |
| dowódca plutonu                                                    | ppor. Stanisław Tatarzyn                                 |
| dowódca plutonu                                                    | ppor. Alfred Stokowy                                     |
| dowódca 6 kompanii                                                 | kpt. Stefan Franciszek Jędrzejowski                      |
| dowódca plutonu                                                    | ppor. Józef Lechowicz                                    |
| dowódca plutonu                                                    | ppor. Ludwik Ziemba                                      |
| dowódca 2 kompanii km                                              | por. Edward Marian Madej                                 |
| dowódca plutonu                                                    | por. Czesław Strzelecki                                  |
| dowódca plutonu                                                    | ppor. Zbigniew Stanisław Jerzy Klepaczko                 |
| III batalion                                                       |                                                          |
| dowódca batalionu                                                  | mjr Stanisław Jan Karolus                                |
| dowódca 7 kompanii                                                 | por. Adam Ludwik Miszczuk                                |
| dowódca plutonu                                                    | por. Roman Leopold Drozdowski                            |
| dowódca 8 kompanii                                                 | kpt. Stanisław Stobiecki                                 |
| dowódca plutonu                                                    | por. Makary Mieczysław Siciński                          |
| dowódca plutonu                                                    | por. Franciszek Michał Witkowski                         |
| dowódca 9 kompanii                                                 | por. Jan Czesław Wilczyński                              |
| dowódca plutonu                                                    | por Franciszek Duda                                      |
| dowódca plutonu                                                    | ppor. Anatol Dawgiałło-Chmorowicz                        |
| dowódca plutonu                                                    | ppor. Bolesław Wojciech Pawłowski                        |
| dowódca 3 kompanii km                                              | kpt. Antoni Jahołkowski                                  |
| dowódca plutonu                                                    | por. Adolf Jan Masłowski                                 |
| dowódca plutonu                                                    | ppor. Witold Tadeusz Świderski                           |
| IV batalion                                                        |                                                          |
| dowódca batalionu                                                  | mjr Mikołaj Tomasik                                      |
| adiutant dowódcy batalionu                                         | por. Januariusz Witold Jaglarz                           |
| dowódca 4 kompanii km                                              | kpt. Jan Nepomucen Tyliński                              |
| dowódca plutonu                                                    | por. Józef Eugeniusz Preizner                            |
| dowódca plutonu                                                    | ppor. Stefan Zbigniew Baran                              |
| dowódca 5 kompanii km                                              | kpt. Michał Bielański                                    |
| dowódca plutonu                                                    | por. Jerzy Franciszek Czarnecki                          |
| dowódca plutonu                                                    | por. Kazimierz Kurkowski                                 |
| na kursie                                                          | por. Henryk Czechowski                                   |
| na kursie                                                          | por Jozef Stanisław Lizak                                |
| na kursie                                                          | por Stanisław Wodejko                                    |
| Dywizyjny Kurs Dla Podoficerów Nadterminowych 23 DP                |                                                          |
| dowódca                                                            | kpt. Franciszek Ciepiela (*)                             |
| dowódca plutonu                                                    | por. Leon Fertała                                        |
| dowódca plutonu                                                    | por Roman Stanisław Paszyński                            |
| 11 Obwód Przysposobienia Wojskowego „Tarnowskie Góry” (przy 11 pp) |                                                          |
| kmdt obwodowy PW                                                   | mjr adm. (piech.) Franciszek I Książek (*)               |
| kmdt powiatowy PW Tarnowskie Góry                                  | kpt. adm. (piech.) Ludwik Slosarczyk (*)                 |
| kmdt powiatowy PW Będzin                                           | kpt. adm. (piech.) Władysław Andrzej Nowakowski (*)      |

## 11 pp w kampanii wrześniowej

### Mobilizacja
11 pułk piechoty w ramach mobilizacji alarmowej w dniu 24 sierpnia w grupie zielonej zmobilizował w czasie Z+18 w Bobrownikach i Wielkiej Dąbrówce  
- batalion karabinów maszynowych specjalny nr I (wcześniej noszący nazwę IV batalion 11 pp) w składzie: dowództwo batalionu, 4 i 5 kompanie km, 10 i 11 kompanie strzeleckie. W czasie Z+30.

w Tarnowskich Górach: 
- wzmocnienie w sile do 20 oficerów rezerwy i 400 szeregowych i 120 koni,
- kompanię km plot. typu B nr 58.

W czasie A+24 w Tarnowskich Górach i Szczakowej 
- 11 pp na etatach wojennych,
- I rzut 57 batalionu piechoty typ specjalny, gdzie zawiązkami batalionu był batalion ON „Tarnowskie Góry”[23].

Po mobilizacji pułk pozostał w rejonie garnizonu jako pułk nadgraniczny. Stan osobowy 11 pp stanowił główną siłę Oddziału Wydzielonego „Tarnowskie Góry” pod dowództwem płk. dypl. Henryka Gorgonia i stanowił północne skrzydło obrony Grupy Operacyjnej „Śląsk” gen. bryg. Jana Jagmin-Sadowskiego, podporządkowanej Armii „Kraków”. Przed rozpoczęciem działań wojennych oddziały i pododdziały zajęły stanowiska bojowe na bezpośrednich przedmieściach Tarnowskich Gór i sąsiednich miejscowościach. III batalion 11 pp zajął stanowiska obronne na zachodnim skraju miasta, na północnym skraju i południowym skraju Tarnowskich Gór zajęły stanowiska dwie kompanie 57 batalionu piechoty, w Tarnowskich Górach stacjonowało dowództwo 11 pp (OW „Tarnowskie Góry”). Obsadę ufortyfikowanej pozycji „Niezdara” stanowiła 6 samodzielna kompania karabinów maszynowych specjalna 11 pp (forteczna), wzmocniona 2 kompanią strzelecką 11 pp. W Niezdarze stacjonowała większość I batalionu 11 pp. Odwód OW „Tarnowskie Góry” stanowił II batalion 11 pp w Siemonii, dowództwo 203 pułku piechoty wraz z pododdziałami poza batalionowymi w Nowej Wsi, pozostałość 57 bp w Chechle Nowym, większość pododdziałów poza batalionowych 11 pp w Tarnowskich Górach, pluton artylerii piechoty 11 pp w Karłuszowcu i pluton przeciwgazowy w Chechle Starym. Wsparcie artyleryjskie zapewniał I dywizjon 23 pułku artylerii lekkiej.  

### Działania bojowe
W kampanii wrześniowej 1939 pułk walczył w składzie  23 Dywizji Piechoty.    

#### Udział w bitwie granicznej
W nocy 31 sierpnia na 1 września przy granicy w Szarleju niemiecka grupa dywersyjna zaatakowała bronioną przez oddział samoobrony powstańczej kopalnię „Orzeł Biały”, rozkazem płk. dypl. Henryka Gorgonia do wsparcia obrońcom został wysłany pluton kolarzy z kompanii zwiadowców. O świcie 1 września artyleria niemiecka ostrzelała Tarnowskie Góry. Na pozycje III/11 pp wyszło natarcie niemieckiej piechoty ze składu 68 Dywizji Piechoty. Bateria 2/23 pal położyła nawałę ogniową na atakującą niemiecką piechotę, zatrzymując niemieckie natarcie. Kontakt bojowy z oddziałem rozpoznawczym niemieckiej 2 Dywizji Lekkiej nawiązał pluton zwiadowców konnych broniący się w Pniowcu. W Reptach patrol kolarzy zestrzelił niemiecki samolot obserwacyjny zdobywając cenne dokumenty sztabowe. Pluton artylerii piechoty ostrzelał niemieckie stanowiska w Starych Tarnowicach, ze stanowisk w Karłuszowcu niszcząc dwa stanowiska niemieckich ckm. Umożliwił tym samym wycofanie się Straży Granicznej z linii granicznej. Po południu na stanowiska III batalionu wyszło silne natarcie niemieckiej piechoty, które również odparto. Ponawiane do wieczora niemieckie natarcia, III batalion odrzucał kontratakami swoich odwodów. Po południu na północnym skrzydle obrony niemieckie oddziały zepchnęły 1 kompanię 57 bp z Boruszowic do Miasteczka. Wieczorem na rozkaz gen. Jana Jagmin-Sadowskiego po spełnieniu zadania oddziały OW „Tarnowskie Góry” wycofały się za rzekę Brynicę bez kontaktu z oddziałami niemieckimi. Oddziały i pododdziały pułku dotarły do rejonu Siemonii i Sączowa. 

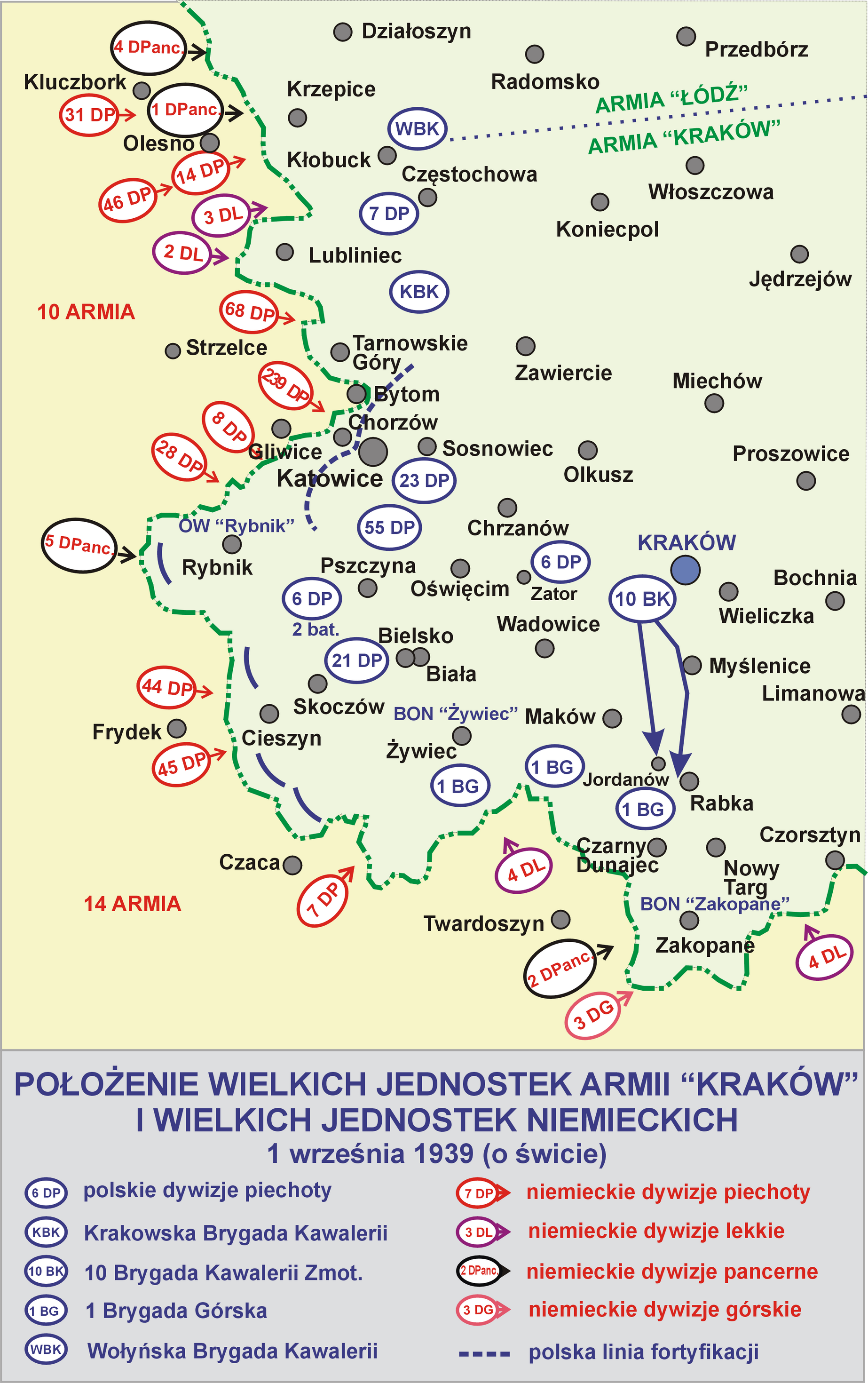
Pułk walczył w składzie 23 Górnośląskiej DP

2 września na odcinku obrony pułku jak i całego OW „Tarnowskie Góry” nie zanotowano większych walk, trwały potyczki z patrolami niemieckimi i dywersantami na przedpolu. Z oddziałami niemieckimi i dywersantami walczyły tam pododdziały powstańczej samoobrony. Obecnie pierwszą linię obrony stanowiła 6 samodzielna kompania km spec. 11 pp (praktycznie w sile batalionu) oraz część I batalionu 11 pp. W odwodzie pozostał cały III/11 pp i część I/11 pp. Rano ze składu Oddziału Wydzielonego wycofano do zgrupowania macierzystej 55 Dywizji Piechoty rez. 57 batalion piechoty i dowództwo 203 pp wraz pododdziałami poza batalionowymi. W godzinach popołudniowych dowódca 11 pp na rozkaz dowódcy Armii „Kraków” gen. bryg. Antoniego Szyllinga otrzymał rozkaz o odwrocie z linii granicznej i stanowisk fortecznych z odcinka „Niezdara”. Rozpoczęto rekwizycję wozów konnych i pozyskiwanie taboru. 6 samodzielna kompania km spec. 11 pp wymontowała ze schronów wszystkie ckm, armaty ppanc. i sprzęt łączności. Zbędny sprzęt załadowano do autobusów i odesłano do Ząbkowic do Oddziału Zbierania Nadwyżek 11 pp. 11 pp bez II batalionu wraz z 6 samodzielną kompanią km spec./11 pp i I/23 pal po zmroku, ubezpieczając się patrolami na linii fortyfikacji, wycofał się na linię rzeki Przemszy. Wycofano się poprzez Siemonię, Twardowice, Wojkowice Kościelne, Ujejście w rejon Ząbkowic, gdzie zgrupowanie 11 pp dotarło 3 września ok. godz. 9.00.      

##### Działania II batalionu 11 pp
W nocy 1/2 września II batalion 11 pp został autobusami przewieziony na południowe skrzydło Grupy Operacyjnej „Śląsk” do rejonu Czułowa, gdzie wraz 75 pułkiem piechoty i 73 pułkiem piechoty w głównym zgrupowaniu 23 DP wziął udział w odparciu niemieckiego przełamanie w lesie Wyry. 2 września o godz. 10.00  w drugim rzucie za 75 pp, II/11 pp prowadził natarcie na Żwaków i las Wyry. Natarcie zgrupowania batalionów 23 DP wzmocniły dwa bataliony 73 pp, które toczyły już walki w lesie Wyry.

#### Walki odwrotowe do Krakowa
Celem połączenia się z macierzystą dywizją, 11 pp wraz z 6 skkm spec./11 pp i I/23 pal po odpoczynku, wieczorem 3 września podjął dalszy marsz odwrotowy przez Antoniów, las Nadleśnictwa Dąbrowa, Strzemieszyce, Maczki, Szczakową. Rejon Szczakowej pułk osiągnął o godz. 5.00 4 września. W trakcie śniadania pułk był atakowany przez lotnictwo niemieckie, obyło się bez strat. O godz. 6.30 pułk podjął dalszy marsz w rejon Płaza, Alwernia. W straży przedniej maszerowała 6 skkm spec./11 pp mjr. Józefa Ćwiąkalskiego, pododdział ten przeszedł przez Chrzanów i o godz. 13.00 dotarł do Płazy, gdzie dołączył do oczekującego go, II batalionu 11 pp. Siły główne pułku podjęły marsz ubezpieczony przez Ciężkowice w kierunku Gór Luszowskich. Po minięciu Ciężkowic kolumna 11 pp weszła do lasu, celem przepuszczenia zgodnie z rozkazem maszerujących oddziałów 55 DP rez. Dowódca 11 pp skierował do Chrzanowa kompanię zwiadowczą z plutonem artylerii piechoty i plutonem pionierów. W Chrzanowie skierowane pododdziały natknęły się na czołgi niemieckie i wspierających ich dywersantów niemieckich. W trakcie walki pluton artylerii piechoty unieruchomił kilka niemieckich pojazdów pancernych. Powiadomiony dowódca pułku wyruszył do dalszego marszu o godz. 11.30, skierował swoją jednostkę w kierunku na Trzebinię omijając Chrzanów. Jako czołowy maszerował III batalion 11 pp wraz z I dywizjonem 23 pal. Po minięciu Trzebini o godz. 14.00, podczas dalszego marszu o godz. 15.00 w rejonie wsi Piła Kościelecka III/11 pp i I/23 pal natknęły się na niemiecki zagon pancerny z 5 Dywizji Pancernej. Niemieckie natarcie zostało przyjęte przez III batalion, który pomimo uderzenia niemieckiego rozwinął się do walki. 3 kompania ckm zajęła stanowiska ogniowe wzdłuż toru kolejowego Trzebinia-Bolęcin, osłaniając odskok pozostałej części batalionu i I dywizjonu 23 pal do lasu Bereska i lasu Dulowskiego. Dywizjon I/23 pal stracił 6 armat ze względu że, atakujące czołgi niemieckie wybiły w całości zaprzęgi konne. Inna grupa niemieckich czołgów zaatakowała I batalion 11 pp, w rejonie fabryki mydła w Trzebini. I/11 pp natychmiast rozwija się do walki, 1 kompania strzelecka zajęła obronę na zachód od fabryki, 1 kompania ckm na nasypie linii kolejowej Katowice-Kraków, a 3 kompania strzelecka przy szosie Trzebinia-Młoszowa na zachód od miasta. Do wsparcia I/11 pp dołączył pluton artylerii piechoty, który wycofał się z Chrzanowa. Do boju z niemieckimi czołgami rozwinął się również II batalion 11 pp w Płazie i 6 skkm spec. 11 pp mjr. Ćwiąkalskiego w Wygiełzowie. Oba oddziały znalazły się pod ostrzałem niemieckiej artylerii od godz. 16.00. Z uwagi na próbę okrążenia od strony południowej i odcięcia od sił głównych 23 DP, o godz. 17.30 pod naporem niemieckich czołgów II/11 pp i 6 kompania km spec./11 pp wycofały się do rejonu Alwernia, Grojec. Płk dypl. Henryk Gorgoń zebrał resztę pułku w kolumnę marszową i pomiędzy godz. 22.00 a 23.00 wyruszył w kierunku Krzeszowic. Pododdziały kolumny 11 pp w marszu były ostrzeliwane przez dywersantów. Straty 11 pp 4 września były bardzo poważne polegli między innymi niosący pomoc rannym na placu boju ppor. lek. Józef Maćkowski, ppor. lek. Mieczysław Zawadzki oraz por. Antoni Zięba, ppor. Krupiński, ppor. Witold Świderski, por. Franciszek Witkowski i por. Czesław Walczyński. Ranni zostali kpt. Czesław Śleziak, kpt. Bernard Jasiński, kpt. Antoni Jahołkowski i por. Roman Drozdowski oraz wielu podoficerów i szeregowych szczególnie z III batalionu.    
Dowódca pułku wraz z I/11 pp i pododdziałami pułkowymi wycofał się po zmroku spod Trzebini do Młoszowej, tam oczekiwał na III/11 pp, odnaleziono jedynie 7 kompanię strzelecką. W nocy podjął marsz przez Dulową i Krzeszowice na Kraków. Mjr Jan Bajtlik wycofał pozostałość III batalionu z Piły Kościeleckiej do lasu Dulowskiego i zbierał rozproszone pododdziały. Kompletowano zaprzęgi dla pozostałych armat I/23 pal. Późno w nocy 4/5 września oddział mjr. Jana Bajtlika wyszedł na szosę Trzebinia-Krzeszowice. Maszerujące w kierunku Krzeszowic pozostałości III/11 pp i I/23 pal zostały ostrzelane przez dywersantów z broni maszynowej i musiały ominąć Krzeszowice, bez kontaktu z resztą pułku podjęły marsz przez Olkusz w kierunku Krakowa. Po wyminięciu Olkusza 6 września oddział mjr. Bajtlika pod Bydlinem stoczył potyczkę z niemieckim oddziałem rozpoznawczym 68 DP. W walce poległo kilkunastu żołnierzy, wśród nich ppor. Franciszek Olszynka. 7 września oddział stoczył potyczkę z niemieckimi kolumnami transportowymi pod Kleszczową, przed tą potyczką pozostawiono tabor i armaty pod Kąpielami Wielkimi. W trakcie dalszego marszu 8 września oddział podjął próbę przebicia się przez bronioną szosę Pilica-Żarnowiec. Przedarła się większość 3 kompanii ckm, poprzez kontratak niemieckich odwodów pozostałość III batalionu 11 pp i I dywizjonu 23 pal bez armat okrążone dostały się do niemieckiej niewoli, wraz z mjr. Janem Bajtlikiem, mjr. Marianem Mazarakim. Kpt. Antoni Jahołkowski z ok. 100 osobowym oddziałem, z którym przebił się z okrążenia, działał przez cały wrzesień na tyłach niemieckich i ostatecznie 1 października rozwiązał swój oddział w leśniczówce Witosławice koło Opoczna. 11 pp zebrał się 5 września w Krakowie na Oleandrach, gdzie po wypoczynku dokonano reorganizacji pułku. 6 skkm spec./11 pp została przeformowana w III batalion 11 pp, a 7 kompania strzelecka por. Romana Drozdowskiego stała się kompanią dyspozycyjną pułku.     

#### Odwrót za Wisłę
Wieczorem 5 września 11 pp wraz z 23 DP rozpoczął odwrót szosą do Nowego Brzeska w kolumnie południowej dywizji. Wraz z pułkiem maszerował II dywizjon 23 pal, w straży przedniej kolumny maszerował I/11 pp. O godz. 7.30 6 września dotarł do Igołomia, gdzie 23 DP zajęła rubież obronną, 11 pp stanowił odwód dywizji. Po wypoczynku wieczorem pułk podjął dalszy marsz, wysuwając jako straż przednią III batalion, maszerowano poprzez Brzesko Nowe, Koszyce w stronę Opatowa. Rano 7 września w Koszycach pułk był atakowany przez lotnictwo niemieckie. Nalot nie wyrządził szkód, a 11 pp zatrzymał się na postój ubezpieczony. Dowództwo pułku z pododdziałami poza batalionowymi, II/11 pp i II/23 pal w Sędziszowicach, I/11 pp i III/11 pp w Rachwałowicach. Pułk wypoczywał. Pod Kazimierzą Wielką tego dnia walczyła kompania przeciwpancerna 11 pp, w walce poległ por. Zygmunt Minakowski i 10 szeregowych, dowództwo kompanii objął por. Roman Paszyński.
Zgodnie z rozkazem dowódcy 23 DP płk. dypl. Władysława Powierzy w nocy 7/8 września 11 pp wraz z III/23 pal wykonał marsz w rejon Ksan, gdzie miał zorganizować obronę przyczółka na Nidzie na odcinku Ksany-Kocina. Jako straż przednia maszerował II/11 pp poprzedzony przez patrole z kompanii zwiadowców. Po całonocnym marszu ok. godz. 6.00 8 września wchodzący do Ksan II batalion został niespodziewanie ostrzelany ze wsi Kociny zajętej przez oddział niemiecki. Rozwinięty do natarcia II/11 pp uderzył na Kocinę wyrzucając z niej niemiecki oddział, ranny został por. Jan Janowski, którego 4 kompania strzelecka jako pierwsza wdarła się do wsi. II batalion zajął stanowiska na północno-zachodnim skraju Kociny. III batalion zajął stanowiska obronne we wsi Ksany i wzg. 210 na zachód od kolonii Ksany. W Senisławicach zajął stanowiska ogniowe III/23 pal, a I batalion 11 pp wraz z dowództwem i pododdziałami pułkowymi stanął we wsi Górki. Kilkadziesiąt minut później na II/11 pp wyszło niemieckie natarcie czołgów, które zostało odparte przez broń przeciwpancerną piechoty. Ponownie na II batalion w Kocinie, natarcie wykonała niemiecka piechota z 8 DP wsparta czołgami oraz silnym ogniem artylerii. Obronę Kociny przez II/11 pp wspierały haubice III/23 pal. Niemiecka piechota zdołała wyprzeć z Kociny II batalion, który wycofując się powoli, zajął nowe stanowiska obronne w Ksanie, które utrzymał już do wieczora. Dalsze niemieckie natarcie wyszło na stanowiska III batalionu na wzg. 210 i w jego okolicy. Natarcie niemieckie zostało załamane. Strona niemiecka utraciła kilka unieszkodliwionych czołgów i wielu żołnierzy. Z III batalionu polegli por. Jan Kuczkowski, 2 oficerów, podchorąży i 3 strzelców. Ogółem 11 pp utracił 15 poległych i kilkudziesięciu ciężko i lekko rannych żołnierzy. Walczący na lewym skrzydle 11 pułku, w rejonie Mistrzowic 1 batalion km „Mikołów”, został zepchnięty z pozycji obronnych i zaczął się w godzinach popołudniowych wycofywać na  przeprawę przez Nidę. Niemieckie oddziały zajęły Chwalibogowice oskrzydlając 11 pp i wychodząc na tyły pułku. III dywizjon 23 pal wycofał się, a odwodowy I batalion 11 pp zajął stanowiska obronne od strony południowo-wschodniej. Liczne kontrataki wykonywała kompanie: dyspozycyjna, zwiadowców i plutony: pionierów i pgaz, a nawet pluton łączności i poczet dowódcy pułku. Do wieczora pułk utrzymał swoje stanowiska obronne.
W nocy 8/9 września 11 pp oderwał się od nieprzyjaciela i podjął nocny marsz na przeprawę pod Korczynem, a następnie wyruszył jako kolumna południowa 23 DP przez Grotniki, Pawłów, Brzostków, Parchocin, Biechów i do Pacanowa. Straż przednią stanowił I batalion. O godz. 7.00 9 września I batalion 11 pp stanął w Pacanowie, II i III bataliony 11 pp we wsi Biechów. W tym rejonie pułk zajął stanowiska obronne, lecz walki z nieprzyjacielem toczył 73 pułk piechoty. 11 pp pozostawał w styczności ogniowej z wrogiem, w walce poległ jeden z oficerów pułku. Po zluzowaniu 11 pp w Biechowie przez 75 pułk piechoty, o godz. 17.30 pułk przeszedł do Słupi. Nocnym marszem 9/10 września 11 pp pomaszerował do Połańca. Tam dołączyła do pułku grupa żołnierzy z dawnego III batalionu, którzy wycofali się spod Trzebini, uzupełniono nimi poszczególne bataliony pułku.
Ponowny marsz nocny rozpoczęto w nocy 10/11 września z Połańca przez Przychody do Niekurzy, gdzie 11 pułk miał się zamiar przeprawić przez Wisłę promem. Z uwagi na zatłoczenie przeprawy, rozpoczęto przeprawę galarami przez Wisłę w rejonie Połańca, zdołano przerzucić na drugi brzeg kompanię zwiadowców i 7 kompanię strzelecką. 11 pułk otrzymał rozkaz marszu do Długołęki, gdzie dotarł przed świtem 11 września. Po dojściu 11 pp z I i II batalionem i większością pododdziałów poza batalionowych,  zajął obronę bezpośrednio przed mostem w Baranowie Sandomierskim w II rzucie obrony za oddziałami 55 DP rez. i Grupy Fortecznej Obszaru Warownego „Śląsk”. Przed południem dołączył kompletny III batalion, który rozkazem dowódcy dywizji wspomagał budowę mostu przez 23 batalion saperów, porządkując też oczekujące na przeprawę tabory i wszelkiego rodzaju kolumny. Mjr Józef Ćwiąkalski kierował przeprawą od godz. 14.00 11 września do rana 12 września. Jako ostatni przez most przeszedł osłaniający go bezpośrednio 11 pp, prowadząc walkę ogniową z podchodzącymi oddziałami niemieckimi, będąc pod ciężkim ostrzałem niemieckiej artylerii. Na rozkaz mjr. Ćwiąkalskiego most został wysadzony.

#### Walki w rejonie Sanu
Pułk stanął na odpoczynek w rejonie spalonej wsi Chmielów. Zlikwidowano zbędny tabor, dokonano reorganizacji batalionów. Nocą 12/13 września pułk podjął kolejny marsz przez Mokrzyszów i Grębów, rano dotarł do rejonu Rozwadowa i przeprawił się przez San. Nocą 13/14 września kolejnym przemarszem przez Jastkowice, Pysznicę, Kłyżów osiągnął rano rejon Huty Deręgowskiej, gdzie zatrzymał się na postój od godz.9.00 do 10.30. 11 pp stanął w odwodzie za Grupą ppłk. Stanisława Trzebuni, która miała bronić linii rzeki San. Celem ubezpieczenia pułku od strony południowej została wysłana do wsi Wólka Tanewska 1 kompania strzelców. Podczas wchodzenia do wioski Wołoszyny, czołowy pluton dostał się pod ostrzał broni maszynowej, natarcie pozostałych sił 1 kompanii załamało się. Wsparcia udzieliła 1 kompania ckm, która wsparła natarcie 1 kompanii strzeleckiej, na kolonię Czekaj, natarcie rozpoczęły również 2 i 3 kompanie strzelców. Wsparcia udzieliły baterie haubic III/23 pal. I batalion wyparł niemieckie pododdziały za Tanew. III dywizjon 23 pal obłożył niemieckie pododdziały celnym ostrzałem podczas przeprawy i odwrotu przez Tanew i na jej południowym brzegu. I batalion w walce stracił poległych 3 podchorążych i ok. 15 strzelców.

#### Boje w południowej Lubelszczyźnie
Nocą 14/15 września pułk kierowany rozkazem podjął marsz w kierunku wsi Banachy. 11 pp maszerował jako południowa kolumna marszowa dywizji poprzez Golce południowy skraj Huty Krzeszowskiej. Straż przednią stanowił III/11 pp, rano 15 września pułk dotarł do Huty Krzeszowskiej, po chwilowym odpoczynku ruszył na Banachy. W południe gdy III batalion zbliżał się do wsi Banachy został ostrzelany silnie przez niemiecką broń maszynową. Z marszu do natarcia wyruszył III/11 pp, przy wsparciu własnej broni maszynowej. Oficerowie prowadzący natarcie swoich kompanii zostali wyeliminowani; ranny został por. Władysław Kauffman, poległ por. Aleksander Stypułkowski. III batalion nacierał w kierunku dominującego nad okolicą wzgórza. Płk dypl. Henryk Gorgoń wprowadził do walki również I batalion. Natarcie obu batalionów rozbiło 8 oddział rozpoznawczy niemieckiej 8 DP, który wycofał się zdobyto wzgórze. Rozbito dwa niemieckie szwadrony rozpoznawcze: cyklistów i motocyklowy, znaleziono po walce ok. 100 zabitych niemieckich żołnierzy, w tym dowódcę szwadronu, 2 rannych. Zdobyto samochód osobowy, 10 motocykli i 100 rowerów oraz dużą liczbę pistoletów maszynowych. Po walce ostrzał placu boju rozpoczęła artyleria niemiecka. 11 pp zajął stanowiska obronne, I/11 pp na wzgórzu, II/11 pp na skraju lasu pod Banachami, a III/11 pp stanął w odwodzie na drodze Banachy-Biłgoraj. W walce poległo 18 żołnierzy pułku, wielu odniosło rany, wśród nich co najmniej 4 oficerów. Z uwagi na brak kontaktu i łączności z dowództwem dywizji i innymi oddziałami. Nocą 15/16 września pułk podjął marsz do Biłgoraja, który prowadzono w ulewnym deszczu, po bardzo złych drogach, zbudowanych z przegniłych okrąglaków z uprzedniej wojny.

16 września o świcie maszerujący 11 pp napotkał w Dąbrowicy dowództwo i sztab 23 DP, pułk otrzymał rozkaz obrony Biłgoraja od strony zachodniej. Obok 11 pp miasta miał bronić 201 pułk piechoty. 11 pp został wsparty 6 baterią 23 pal. O godz. 6.00 pułk dotarł do miasta, I batalion zajął wzg. 209, 3 i drogę Biłgoraj-Krzeszów, II batalion w lewo od I/11 pp. III batalion z kompanią zwiadowców, plutonem pionierów w odwodzie w Podemłynach. Dowództwo pułku w folwarku Rożnówka, 6 bateria zajęła stanowiska za II/11 pp w zagajniku na północno-wschodnim skraju Biłgoraja. Teren do obrony był trudny, gdyż dostęp do miasta był możliwy lasami dochodzącymi do zabudowań, ze wszystkich stron. W trakcie zajmowania przez pułk stanowisk ok. godz. 7.00 artyleria niemiecka rozpoczęła silny ostrzał pozycji pułku. Najsilniejszy ostrzał spadł na II batalion i równocześnie niemiecka piechota wykonała natarcie wzdłuż drogi Sól-Biłgoraj na pozycje II/11 pp. Batalion zagiął lewe skrzydło i powstrzymał dalsze natarcie niemieckiej piechoty w ogniu broni maszynowej, na swoim odcinku. Do miasta wdarły się niemieckie oddziały zajmując część centrum miasta. W tym czasie III batalion rozwinął się i zajął stanowiska obronne na południowym skraju Podemłynów. Niemiecka piechota przełamała obronę 201 pułku piechoty i opanowała resztę centrum miasta zagrażając odcięciem pułku od sił głównych 23 DP. Do walk skierowano kompanię zwiadu i pluton pionierów, ze stanowisk I/11 pp ściągnięto 1 kompanię strzelecką. Jednocześnie dowódca pułku uzyskał kontakt z dowódcą 23 pal, który zapewnił wsparcie artylerii. Do miasta dotarł II batalion 73 pp. Jednoczenie po nawiązaniu łączności z dowództwem dywizji, płk dypl. Henryk Gorgoń otrzymał obietnicę natarcia 73 pp na korzyść 11 pp. Natarcie na centrum miasta ok. godz. 12.00 rozpoczął III/11 pp oraz przybyły II/73 pp, natarcie obu batalionów wyrzuciło niemiecką piechotę z centrum Biłgoraja, jednak zaległo na południowych przedmieściach miasta. Celne wsparcie baterii 23 pal, umożliwiło dalsze natarcie obu batalionów na niemiecką piechotę. W rezultacie III/11 pp zdobył w walce wyjścia z Puszczy Solskiej, a II/73 pp południowy skraj wsi Piaski. Baterie 23 pal zmuszają do milczenia niemiecką baterię strzelającą z rejonu miejscowości Sól. Z nastaniem wieczoru walka o Biłgoraj zakończyła się. Pułk poniósł znaczne straty, w tym ciężko ranni: ppor. Tadeusz Dyszy, ppor. Dębski

#### Udział w bitwie pod Tomaszowem Lubelskim
Późnym wieczorem sformowano kolumnę marszową i 11 pp podjął nocny marsz 16/17 września w południowej kolumnie 23 DP, po ciężkich  piaszczystych drogach leśnych w kierunku na Zamość poprzez: Bukownicę, Szozdy na Zwierzyniec, Rudki. Wraz z pułkiem maszerował sztab 23 DP i dywizyjne pododdziały. 17 września rano pułk osiągnął las na wschód od Rudki. Podczas wypoczynku, pułk był bezskutecznie atakowany przez niemieckie lotnictwo. Porządkowano i reorganizowano pododdziały, do III batalionu wcielono 2 kompanię ckm 6 pułku strzelców podhalańskich kpt. Aleksandra Prociuka z 90 żołnierzami i 13 taczankami. Ze zgromadzonych w lesie taborów zabrano amunicję i żywność, wymieniono zaprzęgi przy biedkach i armatach ppanc. Pozostały tabor zniszczono. Wymarsz pułku nastąpił 17 września o godz. 22.00 przez Krasnobród w rejon Tomaszowa Lubelskiego. Jako straż przednia maszerował II batalion, drogi były zatarasowane głównie taborami innych pułków spoza dywizji. 18 września rano 11 pp dotarł do Podklasztoru, tam zgodnie ze zmienionym rozkazem, II/11 pp wraz z II/23 pal obsadził wzgórza na północ od Podklasztoru. Pułk odszedł na odpoczynek na południe od Podklasztoru. Odpoczywający pułk był ostrzeliwany w godz. 8.00-12.00 przez niemiecką artylerię. Następnie po godz. 15.00 11 pp został zluzowany przez 73 pp.
O godz. 16.00 podjął marsz w kierunku Tomaszowa Lub. z I batalionem w straży przedniej. Z uwagi na zatarasowanie dróg, marsz był powolny. Ok. godz. 20.00 11 pp dotarł do lasu na wschód od Zielonego. Uzgodniono współdziałanie z Warszawską Brygadą Pancerno-Motorową. W godz. 21.00-23.00 11 pp zajął stanowiska wyjściowe do natarcia, z I i II batalionem w I rzucie i III batalionem w odwodzie, obok 203 pułku piechoty. Natarcie 11 pp miało rozwinąć ewentualny sukces nocnego uderzenia WBP-M i 203 pp. Nocny atak WBP-M i 203 pp na Tomaszów Lub. nie powiódł się, a rejon pułku znalazł się pod silnym ostrzałem niemieckiej artylerii. Celem wyjścia ze strefy ostrzału dowódca pułku rozkazał rozpoczęcie przed świtem 19 września natarcia. Natarcie 11 pp w terenie odkrytym stopniowo było spowalniane przez ostrzał broni maszynowej od strony wsi Szarowola, Tomaszowa Lubelskiego i Ulowa. Natarcie traciło impet, zaległ II batalion i następnie I batalion. Żołnierze okopali się prowizorycznie na zajętym terenie, wzmógł się ostrzał artyleryjski na oba czołowe bataliony. O godz. 12.00 na lewym skrzydle pułku przystąpił do natarcia 73 pp zdobywając las Dąbrowa i wzg. 318, przez co nieprzyjaciel zaprzestał ostrzału lewego skrzydła pułku. O godz. 14.00 11 pp przystąpił ponownie do natarcia II batalionem atakując w kierunku Rogoźna, do dalszego natarcia przystąpił również I batalion. Z uwagi na wstrzymanie natarcia przez 73 pp ok. godz. 17.00, na pozycje obu czołowych batalionów 11 pp nieprzyjaciel skoncentrował ostrzał artylerii i broni maszynowej. W rezultacie o godz. 18.00 natarcie 11 pp ponownie zostaje zatrzymane. Pułk wdarł się w głąb kontrolowanego przez stronę niemiecką terenu, na głębokość 4-5 km. Oba bataliony ponownie okopały się. Po zmierzchu trwała wymiana ognia stron, aż do wieczora, pułk pozostał dalej na stanowiskach. Przygotowując się do następnego natarcia, które miało się odbyć w godzinach nocnych.
11 pp miał prowadzić natarcie w środku ugrupowania 23 DP w kierunku na Rogoźno i Tomaszów Lubelski. Na lewym skrzydle miał atakować 73 pp, a na prawym 75 pp. Pułk miały wesprzeć czołgi lekkie ze składu WBP-M, za którymi bezpośrednio miała prowadzić natarcie 1 kompania strzelecka 11 pp, przydzielając po jednej drużynie do czołgu. Ze względu na opóźnienie przybycia czołgów na stanowiska wyjściowe, natarcie rozpoczęło się o północy. Przybyło 7 czołgów, wraz z nimi jako szturmowa wyruszyła kompania 1/11 pp, I i II bataliony podjęły również natarcie. Jazda czołgów zaalarmowała niemieckie stanowiska, które oświetliły teren rakietami oświetlającymi i reflektorami. Skupił się ostrzał broni maszynowej i armat ppanc. na czołgach, z których trzy zostały unieruchomione. 1 kompanii udało wedrzeć się do Rogoźna, jak również części 3 kompanii strzeleckiej. Reszta pułku zaległa przed Rogoźnem w ogniu broni maszynowej. I batalion zaległ pod ostrzałem przed samym Rogoźnem. II batalion ok. 300–400 m przed tą wsią. 5 kompania próbowała nacierać, ale została zdziesiątkowana poległ jej dowódca ppor. Alfred Stokowy, polegli dowódcy plutonów por. Kazimierz Tarkowski z 6 kompanii, ppor. Witold Kaczyński z 3 kompanii, ppor. Mieczysław Gabryś, 4 podoficerów i wielu strzelców. Bataliony okopywały się do świtu na odkrytym terenie. O godz. 7.00 artyleria 23 DP wykonała nawałę ogniową na przedmieście Tomaszowa Sabaudię i północną część miasta. Do natarcia wyruszył III batalion i inne pododdziały, w tym 73 pp. Część żołnierzy wdarła się na przedmieście Tomaszowa Lub., lecz po godz. 9.00 pododdziały zostają wyrzucone z przedmieść niemieckim kontratakiem do lasu Dąbrowa. Artyleria dywizyjna umilkła ze względu na brak amunicji. Wobec braku możliwości przedarcia się przez niemiecką zaporę i okrążenie wojsk w rejonie Tomaszowa Lub. rozkazem gen. dyw. Tadeusza Piskora rozpoczęto rozmowy kapitulacyjne, o czym po godz. 10.00 20 września płk dypl. Henryk Gorgoń poinformował podległych dowódców i żołnierzy. W walkach wrześniowych 11 pp utracił poległych i rannych 27 oficerów i 40% szeregowych ze stanu wyjściowego pułku. Część oficerów i szeregowych pułku nie skapitulowała lecz wyszli poza okrążenie i przedarli się za granice kraju lub powróciła do miejsc zamieszkania.

### Oddział Zbierania Nadwyżek 11 pp
Po zmobilizowaniu wszystkich przewidzianych planem pododdziałów i oddziałów przez 11 pp w Tarnowskich Górach i Szczakowej wszystkie nadwyżki osobowe, broni, sprzętu i wyposażenia przekazano do Kadry Zapasowej Piechoty Szczakowa. KZP Szczakowa również prowadziła mobilizację szeregu pododdziałów z żołnierzy służby czynnej i rezerwistów 11 pp. Zmobilizowała w mobilizacji alarmowej:
w grupie zielonej w czasie Z+30
- kompanię km plot. typ B nr 59,

w grupie niebieskiej w czasie od A+30 do A+48
- drugi rzut batalionu piechoty typ spec. nr 57,
- kompanię asystencyjną nr 153,
- park intendentury typ I nr 503,
- kolumny taborowe nr 517 i 518,

w grupie zielonej w czasie A+56
- dowództwo 203 pp z organami kwatermistrzowskimi,
- kompanie 203 pp: gospodarcza, zwiadowcza, przeciwpancerna typ II,
- plutony 203 pp: łączności, pionierów, przeciwgazowy.

W ramach I rzutu mobilizacji powszechnej w terminie do 3 dnia zmobilizowano:
- batalion marszowy 11 pp,
- kompanię marszową batalionu km spec. nr I[58].

Po zmobilizowaniu swoich oddziałów KZP Szczakowa i Oddział Zbierania Nadwyżek 11 pp pod dowództwem komendanta KZP ppłk. Jerzego Boskiego wszystkie nadwyżki osobowe, sprzętu, broni, koni i wyposażenia zostały załadowane do transportu kolejowego. 3 września transport z nadwyżkami odjechał do siedziby Ośrodka Zapasowego 23 DP w Tarnowie. Pomimo bombardowań linii kolejowych transport dotarł do Tarnowa. Skąd z uwagi na zbombardowanie miasta i koszar, transport skierowano w kierunku na Lwów. Nadwyżki dotarły do miejscowości Białohoryszcza pod Lwowem. Tam transport opuścił jego dowódca ppłk Jerzy Boski, wówczas doszło do podziału OZN 11 pp. Część oddziału pod dowództwem kpt. Antoniego Otrębskiego w składzie 90 oficerów i 100 szeregowych udała się przez Lewandówkę do Lwowa. Tam podstawionym transportem kolejowym przejechała do Kołomyi, skąd po agresji sowieckiej 19 września oddział kpt. A. Otrębskiego przekroczył granicę rumuńską.

#### Udział w walkach na przedpolach Lwowa
Pozostała część OZN 11 pp pod dowództwem kpt. Józefa Gnizy przeformowała się w kompanię z trzema plutonami w sile 18 oficerów i 109 szeregowych. W składnicy uzbrojenia w Rzęśnie Polskiej  zaopatrzyła się w broń i amunicję i dołączyła do batalionu marszowego 19 pułku piechoty pod dowództwem mjr. Ottona Blutreicha. Kompania kpt. J. Gnizy dołączyła do bm 19 pp w czasie kiedy batalion ten, w składzie Grupy Osłony Wereszycy pod dowództwem ppłk. Ludwika Dmyszewicza wycofywał się do Składnicy Uzbrojenia nr 6 w Hołosku pod Lwowem. W trakcie odwrotu znad Wereszycy batalion marszowy 19 pp utracił swoją 2 kompanię. Od popołudnia 15 września kompania kpt. Józefa Gnizy stała się nową 2 kompanią strzelecką. W trakcie marszu patrol z kompanii starł się z niemieckim patrolem motocyklowym. 14 września kompania na szosie do Janowa została zaatakowana z zasadzki przez niemiecki oddział zmotoryzowany ze składu 1 Dywizji Górskiej. 15 września podczas przebijania się do składnicy w Hołosku wraz z batalionem mjr. O. Blutreicha, kompania poniosła spore straty, poległo nie mniej niż; 4 żołnierzy, wśród nich ppor. Włodzimierz Kozarski. Rannych zostało 3 oficerów i wielu szeregowych, wśród nich kpt. Kazimierz Sobalski, ppor. Józef Lechowicz i ppor. Stefan Wróbel. Wraz z bm 19 pp, 2 kompania kpt. J. Gnizy brała udział w walkach w obronie składnicy w Hołosku. 17 września od rana 2 kompania kpt. Gnizy w ramach bm 19 pp osłaniała prawe skrzydło 24 pułku ułanów w natarciu pod Zboiskami, a następnie wzięła udział w natarciu o godz. 16.00 w kierunku wzg. 324, którego bronił niemiecki II batalion 98 pułku strzelców górskich. Celem natarcia było otworzenia drogi do Lwowa. Po nie udanych próbach przebicia się do Lwowa, 2 kompania bm 19 pp kpt. Gnizy, wzięła udział w walkach od 17 do 21 września w obronie składnicy uzbrojenia w Hołosku pod dowództwem ppłk. Ludwika Dmyszewicza. Skapitulowała na rozkaz dowódcy w dniu 21 września przed oddziałami niemieckimi. Nieliczni żołnierze przedarli się do Lwowa.
Oddział Zbierania Nadwyżek 11 pp (wraz z pozostałościami KZP Szczakowa)
- dowódca - ppłk Jerzy Boski
- zastępca - kpt. adm. (piech.) Antoni Kazimierz Otrębski
- dowódca kompanii bojowych - kpt. Józef Gniza
- zastępca dowódcy kompanii - kpt. Kazimierz Sobalski

| Struktura organizacyjna i obsada personalna we wrześniu 1939          | Struktura organizacyjna i obsada personalna we wrześniu 1939               |
| Stanowisko                                                            | Stopień, imię i nazwisko                                                   |
| Dowództwo                                                             | Dowództwo                                                                  |
| --------------------------------------------------------------------- | -------------------------------------------------------------------------- |
| dowódca                                                               | płk dypl. Henryk Gorgoń                                                    |
| I adiutant                                                            | kpt. Antoni Gibliński                                                      |
| I adiutant                                                            | kpt. Godzimir Jarosiewicz                                                  |
| II adiutant                                                           | ppor. rez. Euzebiusz A. Przybyłek                                          |
| oficer informacyjny                                                   | kpt. Godzimir Jarosiewicz                                                  |
| oficer łączności                                                      | ppor. Franciszek Górski                                                    |
| kwatermistrz                                                          | mjr Roman Garbarczyk                                                       |
| dowódca kompanii gospodarczej                                         | kpt. Stanisław Stobiecki                                                   |
| I batalion                                                            |                                                                            |
| dowódca                                                               | mjr Stanisław Dardziński                                                   |
| adiutant batalionu                                                    | ppor. rez. Henryk Kuźniak                                                  |
| lekarz                                                                | ppor. rez. lek. Józef Maćkowski (†4 IX 1939)                               |
| dowódca plutonu łączności                                             |                                                                            |
| dowódca 1 kompanii strzeleckiej                                       | kpt. Franciszek Ciepiela                                                   |
| dowódca I plutonu                                                     | ppor. Antoni Matusik                                                       |
| dowódca II plutonu                                                    | ppor. Rudolf Gulba                                                         |
| dowódca III plutonu                                                   | ppor. Karol Olszański                                                      |
| dowódca 2 kompanii strzeleckiej                                       | por. Franciszek Kazimierz Nowosławski                                      |
| dowódca I plutonu                                                     | ppor. Wiktor Krótki                                                        |
| dowódca II plutonu                                                    | ppor. Ryszard Ścigała                                                      |
| dowódca III plutonu                                                   | sierż. pchor. Bernard Gałuszka                                             |
| dowódca 3 kompanii strzeleckiej                                       | por. Jan Stanisław Oziębłowski                                             |
| dowódca I plutonu                                                     | ppor. Witold Kaczyński (†20 IX 1939)                                       |
| dowódca II plutonu                                                    | ppor. Stanisław Wojciechowski                                              |
| dowódca III plutonu                                                   | pchor. Józef Jarzecko                                                      |
| dowódca 1 kompanii ckm                                                | kpt. Czesław Śleziak                                                       |
| dowódca I plutonu                                                     | por. Józef Włodarczyk                                                      |
| dowódca II plutonu                                                    | ppor. Aleksander Bem                                                       |
| dowódca III plutonu                                                   | ppor. Andrzej Wójcik                                                       |
| dowódca IV plutonu (na taczankach)                                    |                                                                            |
| dowódca plutonu moździerzy                                            | ppor. Rygobert Babiarz                                                     |
| II batalion                                                           |                                                                            |
| dowódca                                                               | mjr Stanisław Jan Karolus                                                  |
| adiutant batalionu                                                    | ppor. rez. Józef Kawalec                                                   |
| lekarz                                                                | por. lek. Tadeusz Kowalski (†4 IX 1939)                                    |
| dowódca plutonu łączności                                             |                                                                            |
| dowódca 4 kompanii strzeleckiej                                       | por. Jan Janowski ppor. rez. Czesław Stanisław Sztajer (od 8 IX 1939)      |
| dowódca I plutonu                                                     | ppor. rez. Czesław Stanisław Sztajer                                       |
| dowódca 5 kompanii strzeleckiej                                       | ppor. Alfred Stokowy (†20 IX 1939)                                         |
| dowódca I plutonu                                                     | ppor. rez. Józef Kawalec                                                   |
| dowódca 6 kompanii strzeleckiej                                       | kpt. Stefan Stanisław Jędrzejewski                                         |
| dowódca I plutonu                                                     | por. rez. Kazimierz Tarkowski(†20 IX 1939)                                 |
| dowódca 2 kompanii ckm                                                | por. Edward Madej                                                          |
| III batalion (do 4 IX 1939)                                           |                                                                            |
| dowódca                                                               | mjr Jan Bajtlik                                                            |
| adiutant batalionu                                                    | ppor. rez. Witold Świderski                                                |
| lekarz                                                                | ppor. rez. lek. Mieczysław Zawadzki (†4 IX 1939)                           |
| oficer gospodarczy                                                    | ppor. piech. rez. Jan Krakowski                                            |
| dowódca plutonu łączności                                             |                                                                            |
| dowódca 7 kompanii strzeleckiej (od 5 IX kompania dyspozycyjna 11 pp) | por. Roman Drozdowski                                                      |
| dowódca 8 kompanii strzeleckiej                                       | por. Franciszek Witkowski (†4 IX 1939)                                     |
| dowódca 9 kompanii strzeleckiej                                       | por. Czesław Walczyński (†4 IX 1939)                                       |
| dowódca 3 kompanii ckm                                                | kpt. Antoni Jahołkowski                                                    |
| dowódca I plutonu                                                     | ppor. Czesław Nowicki                                                      |
| III batalion (od 5 IX 1939)                                           |                                                                            |
| dowódca                                                               | mjr Józef Ćwiąkalski                                                       |
| adiutant batalionu                                                    | por. Dębski                                                                |
| dowódca plutonu łączności                                             | sierż. Władysław Szymański                                                 |
| dowódca 7 kompanii strzeleckiej                                       | por. Władysław Kaufman ppor. rez. Tadeusz Dyszy (od 15 IX do 16 IX 1939)   |
| dowódca 8 kompanii strzeleckiej                                       | por. Piotr Jan Kotanowicz                                                  |
| dowódca 9 kompanii strzeleckiej                                       | ppor. rez. Zygmunt Babiański                                               |
| dowódca 3 kompanii ckm                                                | por. Aleksander Stypułkowski †15 IX 1939 por. Tadeusz Łada (od 15 IX 1939) |
| Pododdziały specjalne                                                 |                                                                            |
| dowódca kompanii zwiadowczej                                          | por. Franciszek Duda                                                       |
| dowódca plutonu kolarzy                                               | ppor. Zbigniew Woźniakowski                                                |
| dowódca plutonu konnego                                               | ppor. Stefan Zachorowski                                                   |
| dowódca kompanii przeciwpancernej                                     | por. Zygmunt Minakowski † 7 IX 1939 por. Roman Paszyński (od 7 IX 1939)    |
| dowódca kompanii przeciwpancernej                                     | por. Czesław Strzelecki                                                    |
| dowódca I plutonu                                                     | por. Roman Paszyński                                                       |
| dowódca II plutonu                                                    | st. sierż. Wincenty Szmer                                                  |
| dowódca III plutonu                                                   | por. Czesław Strzelecki                                                    |
| dowódca plutonu artylerii piechoty                                    | por. Lucjan Ganowicz                                                       |
| szef plutonu artylerii piechoty                                       | sierż. Józef Kałaga                                                        |
| dowódca plutonu pionierów                                             | por. Stanisław Wodejko                                                     |
| dowódca plutonu łączności                                             | por. Franciszek Górski                                                     |
| dowódca plutonu przeciwgazowego                                       | NN                                                                         |

## Symbole pułku
Sztandar
Pierwsza chorągiew pułku została ofiarowana w styczniu 1919 roku przez kobiety należące do dąbrowskiej organizacji POW stacjonującej w Dąbrowie Górniczej. Wręczenie jej odbyło się bez oficjalnych uroczystości, a przechowywana była w batalionie zapasowym.
Drugą chorągiew wykonaną przez firmę Wabińskiego w Warszawie według obowiązujących wzorów, pułk otrzymał w grudniu 1922 roku. Głównymi inicjatorami tego daru byli: dyrektor kopalni węgla „Czeladź”, inż. B. Markiewicz i dyrektor kopalni węgla „Niemce” inż. H. Sągajło. 9 grudnia 1922 roku, w Tarnowskich Górach, gen. broni Stanisław Szeptycki wręczył pułkowi chorągiew ufundowaną przez przemysłowców Zagłębia Dąbrowskiego. Na lewej stronie płachty sztandarowej zostały wyhaftowane nazwy najważniejszych bojów, stoczonych przez pułk. W czterech rogach umieszczono wizerunek św. Barbary.
Odznaka pamiątkowa
Zatwierdzona Dz. Rozk. MSWojsk. nr 35, poz. 379 z 14 grudnia 1928 roku. Odznaka ma kształt równoramiennego krzyża pokrytego granatową emalią, ze złoconą krawędzią o zaokrąglonych końcach ramion. Na poziomych ramionach krzyża wpisano numer i inicjały 11 PP. Na krzyż nałożony jest srebrny orzeł państwowy wz. 1927 z koroną, szponami i dziobem w kolorze złotym. Dwuczęściowa – oficerska, wykonana w srebrze lub w tombaku srebrzonym i złoconym, emaliowana, orzeł łączony dwoma drutami. Wymiary: 37x37 mm. Wykonanie: Józef Michrowski – Warszawa.

## Żołnierze pułku
Dowódcy pułku
- płk Rudolf Tarnawski (do 27 I 1919)
- ppłk Witold Rylski (27 I – 3 IV 1919)
- ppłk Edward Reymann (5 IV 1919 – 4 II 1920)
- ppłk Aleksander Zawadzki (4 II 1920 – 1 X 1921)
- płk piech. Stanisław Jetel (2 X 1921 – VII 1927[71] → członek OTO)
- płk SG Eugeniusz Chilarski (VII 1927[71] – 22 VII 1928[72] → pomocnik dowódcy OK IV ds. uzupełnień)
- ppłk / płk piech. Leonard Samborski (VII 1928[73] – 2 VIII 1935[74])
- ppłk / płk dypl. piech. Henryk Gorgoń (2 VIII 1935[75] – IX 1939)

Zastępcy dowódcy pułku (od 1938 roku – I zastępca dowódcy)
- ppłk piech. Wacław Szokalski (1923)
- ppłk piech. Karol Paryłowski (1924 – III 1925[76] → zastępca dowódcy 43 pp)
- ppłk SG (piech.) Jan III Sadowski (III 1925[76] – V 1926[77] → asystent w WSWoj.)
- ppłk piech. Leonard Samborski (V 1925[78] – VII 1928 → dowódca pułku)
- ppłk piech. Kazimierz Walczak (XI 1928 – XII 1929 → dowódca 60 pp)
- ppłk dypl. Seweryn Łańcucki (XII 1929 – III 1931 → zastępca komendanta Szkoły Podchorążych Piechoty)
- ppłk piech. Karol Kumuniecki (III 1931 – 27 II 1937 → dowódca 67 pp)
- ppłk dypl. piech. Stanisław Gano (IV 1937 – II 1939 → Oddział II SG)

II zastępca (kwatermistrz)
- mjr piech. Roman Garbarczyk (2 VIII 1935[79] – 1939)

### Żołnierze 11 pułku piechoty – ofiary zbrodni katyńskiej
Biogramy ofiar zbrodni katyńskiej znajdują się między innymi w bazach udostępnionych przez Ministerstwo Kultury i Dziedzictwa Narodowego oraz Muzeum Katyńskie.
| Nazwisko i imię         | stopień      | zawód                    | miejsce pracy przed mobilizacją         | zamordowany |
| ----------------------- | ------------ | ------------------------ | --------------------------------------- | ----------- |
| Czerwiński Stanisław    | ppor. rez.   | student ASP Kraków       |                                         | Katyń       |
| Kucewicz Eugeniusz      | por. rez.    |                          | naczelnik Izby Skarbowej w Będzinie     | Katyń       |
| Kwiatkowski Marian      | ppor. rez.   | magister                 |                                         | Katyń       |
| Lasoń Lucjusz           | ppor. rez.   | urzędnik                 | Urząd Skarbowy w Sosnowcu               | Katyń       |
| Michalski Marian        | ppor. rez.   | urzędnik                 | pracownik Poczty Polskiej               | Katyń       |
| Nowak Tadeusz           | ppor. rez.   | nauczyciel               |                                         | Katyń       |
| Puchalski Bogumił       | ppor. rez.   | nauczyciel               | kier. Szkoły powszechnej w Stęzarzycach | Katyń       |
| Rybicki Jan             | por. rez.    | handlowiec               | Państwowa SGH w Dąbrowie Górniczej      | Katyń       |
| Szumański Stanisław     | ppor. rez.   | absolwent AGH            |                                         | Katyń       |
| Włosek Edmund           | por. rez.    | nauczyciel               | szkoła w Psarach                        | Katyń       |
| Woźniak Eugeniusz       | ppor. rez.   | nauczyciel               | szkoła w Żelisławicach                  | Katyń       |
| Zawiślański Jerzy       | ppor. rez.   | absolwent WSH w Poznaniu |                                         | Katyń       |
| Zydroń Józef            | ppor. rez.   | nauczyciel               | szkoła powszechna w Krakowie            | Katyń       |
| Biały Mścisław Jóżef    | ppor. rez.   | księgowy                 |                                         | Charków     |
| Cherchel Michał Jan     | ppor. rez.   |                          |                                         | Charków     |
| Fertała Leon            | podporucznik | żołnierz zawodowy        | dca pl Dyw. Kursu przy 23 DP            | Charków     |
| Stasiak Wacław          | ppor. rez.   |                          |                                         | Charków     |
| Tatarzyn Stanisław      | porucznik    | żołnierz zawodowy        | dca pl 5/11 pp                          | Charków     |
| Toporkiewicz Mieczysław | ppor. rez.   |                          |                                         | Charków     |

## Upamiętnienie
Na mocy uchwały nr XIX/97/87 Miejskiej Rady Narodowej w Tarnowskich Górach z dnia 22 czerwca 1987 r. w sprawie nadania nazw ulicom w Tarnowskich Górach jednej z ulic dzielnicy Śródmieście-Centrum nadano nazwę ulica 11-go Pułku Piechoty.